# Premi Goya 2011
La cerimonia di premiazione della 25ª edizione dei Premi Goya si è svolta il 13 febbraio 2011 al Teatro Real di Madrid.
Il film trionfatore è stato Pa negre, diretto da Agustí Villaronga, vincitore di nove riconoscimenti su quattordici candidature, compresi quelli per miglior film e miglior regista.

## Vincitori e candidati
I vincitori sono indicati in grassetto, a seguire gli altri candidati.

### Miglior film
- Pa negre, regia di Agustí Villaronga
- Ballata dell'odio e dell'amore (Balada triste de trompeta), regia di Álex de la Iglesia
- También la lluvia, regia di Icíar Bollaín
- Buried - Sepolto (Buried), regia di Rodrigo Cortés

### Miglior regista
- Agustí Villaronga - Pa negre
- Icíar Bollaín - También la lluvia
- Rodrigo Cortés - Buried - Sepolto (Buried)
- Álex de la Iglesia - Ballata dell'odio e dell'amore (Balada triste de trompeta)

### Miglior attore protagonista
- Javier Bardem - Biutiful
- Ryan Reynolds - Buried - Sepolto (Buried)
- Luis Tosar - También la lluvia
- Antonio de la Torre - Ballata dell'odio e dell'amore (Balada triste de trompeta)

### Miglior attrice protagonista
- Nora Navas - Pa negre
- Emma Suárez - La mosquitera
- Belén Rueda - Con gli occhi dell'assassino (Los ojos de Julia)
- Elena Anaya - Room in Rome (Habitación en Roma)

### Miglior attore non protagonista
- Karra Elejalde - También la lluvia
- Eduard Fernández - Biutiful
- Álex Angulo - El gran Vázquez
- Sergi López - Pa negre

### Migliore attrice non protagonista
- Laia Marull - Pa negre
- Terele Pávez - Ballata dell'odio e dell'amore (Balada triste de trompeta)
- Ana Wagener - Biutiful
- Pilar López de Ayala - Lope

### Miglior attore rivelazione
- Francesc Colomer - Pa negre
- Manuel Camacho - Entre lobos
- Juan Carlos Aduviri - También la lluvia
- Oriol Vila - Todas las canciones hablan de mí

### Migliore attrice rivelazione
- Marina Comas - Pa negre
- Aura Garrido - Planes para mañana
- Carolina Bang - Ballata dell'odio e dell'amore (Balada triste de trompeta)
- Natasha Yarovenko - Room in Rome (Habitación en Roma)

### Miglior regista esordiente
- David Pinillos - Il gusto dell'amore (Bon appétit)
- Emilio Aragón - Pájaros de papel
- Juana Macías - Planes para mañana
- Jonás Trueba - Todas las canciones hablan de mí

### Miglior sceneggiatura originale
- Chris Sparling - Buried - Sepolto (Buried)
- Álex de la Iglesia - Ballata dell'odio e dell'amore (Balada triste de trompeta)
- Paul Laverty - También la lluvia
- Alejandro González Iñárritu - Biutiful

### Miglior sceneggiatura non originale
- Agustí Villaronga - Pa negre
- Jordi Cadena - Elisa K
- Julio Medem - Room in Rome (Habitación en Roma)
- Ramón Salazar - Tres metros sobre el cielo

### Miglior produzione
- Cristina Zumárraga - También la lluvia
- Aleix Castellón - Pa negre
- Edmon Roch Colom e Toni Novella - Lope
- Yousaf Bhokari - Ballata dell'odio e dell'amore (Balada triste de trompeta)

### Miglior fotografia
- Antonio Riestra - Pa negre
- Kiko de la Rica - Ballata dell'odio e dell'amore (Balada triste de trompeta)
- Rodrigo Prieto - Biutiful
- Eduard Grau - Buried - Sepolto (Buried)

### Miglior montaggio
- Rodrigo Cortés - Buried - Sepolto (Buried)
- Ángel Hernández Zoido - También la lluvia
- Alejandro Lázaro - Ballata dell'odio e dell'amore (Balada triste de trompeta)
- Stephen Mirrione - Biutiful

### Miglior colonna sonora
- Alberto Iglesias - También la lluvia
- Roque Baños - Ballata dell'odio e dell'amore (Balada triste de trompeta)
- Gustavo Santaolalla - Biutiful
- Víctor Reyes - Buried - Sepolto (Buried)

### Miglior canzone
- Que el soneto nos tome por sorpresa di Jorge Drexler – Lope
- In the Lap of the Mountain di Víctor Reyes e Rodrigo Cortés - Buried - Sepolto (Buried)
- Loving Strangers di Russian Red – Room in Rome (Habitación en Roma)
- No se puede vivir con un franco di Emilio Aragón Álvarez – Pájaros de papel

### Miglior scenografia
- Ana Alvargonzález - Pa negre
- Edou Hydallgo - Ballata dell'odio e dell'amore (Balada triste de trompeta)
- Brigitte Broch - Biutiful
- César Macarrón – Lope

### Migliori costumi
- Tatiana Hernández – Lope
- Mercè Paloma - Pa negre
- Paco Delgado - Ballata dell'odio e dell'amore (Balada triste de trompeta)
- Sonia Grande - También la lluvia

### Miglior trucco
- José Quetglas, Pedro Rodríguez "Pedrati" e Nieves Sánchez Torres - Ballata dell'odio e dell'amore (Balada triste de trompeta)
- Karmele Soler, Martín Trujillo Macías e Paco Rodríguez Lope – Lope
- Alma Casal e Satur Merino - Pa negre
- Karmele Soler e Paco Rodríguez - También la lluvia

### Miglior sonoro
- Urko Garai, Marc Orts e James Muñoz - Buried - Sepolto (Buried)
- Charly Schmukler e Diego Garrido - Ballata dell'odio e dell'amore (Balada triste de trompeta)
- Dani Fontrodona, Fernando Novillo e Ricard Casals - Pa negre
- Emilio Cortés, Nacho Royo-Villanova e Pelayo Gutiérrez - También la lluvia

### Migliori effetti speciali
- Reyes Abades e Ferrán Piquer - Ballata dell'odio e dell'amore (Balada triste de trompeta)
- Gabriel Paré e Álex Villagrasa - Buried - Sepolto (Buried)
- Raúl Romanillos e Marcelo Siqueira – Lope
- Gustavo Harry Farias e Juanma Nogales - También la lluvia

### Miglior film d'animazione
- Chico & Rita, regia di Javier Mariscal e Fernando Trueba
- El tesoro del rey Midas, regia di Maite Ruiz de Austri
- La tropa de trapo en el país donde siempre brilla el sol, regia di Álex Colls
- Las aventuras de Don Quijote, regia di Antonio Zurera

### Miglior documentario
- Bicicleta, cuchara, manzana, regia di Carles Bosch
- Ciudadano Negrín, regia di Sigfrid Monleón, Carlos Álvarez Pérez e Imanol Uribe
- How Much Does Your Building Weigh, Mr. Foster?, regia di Norberto López Amado e Carlos Carcas
- María y yo, regia di Félix Fernández de Castro

### Miglior film europeo
- Il discorso del re (The King's Speech), regia di Tom Hooper
- Il profeta (Un prophète), regia di Jacques Audiard
- L'uomo nell'ombra (The Ghost Writer), regia di Roman Polański
- Il nastro bianco (Das weiße Band), regia di Michael Haneke

### Miglior film latinoamericano
- La vida de los peces, regia di Matías Bize
- Contracorriente, regia di Javier Fuentes-León
- El hombre de al lado, regia di Mariano Cohn e Gastón Duprat
- El infierno, regia di Luis Estrada

### Miglior cortometraggio di finzione
- Una caja de botones, regia di María Reyes Arias
- Adiós papá, adiós mamá, regia di Luis Soravilla
- El orden de las cosas, regia di César Esteban Alenda e José Esteban Alenda
- Zumo de limón, regia di Jorge Muriel e Miguel Romero

### Miglior cortometraggio documentario
- Memorias de un cine de provincias, regia di Ramón Margareto
- El cine libertario: cuando las películas hacen historia, regia di Verónica Vigil e José María Almela
- El pabellón alemán, regia di Juan Miralles
- Un dios que ya no ampara, regia di Gaizka Urresti

### Miglior cortometraggio d'animazione
- La bruxa, regia di Pedro Solís
- Exlibris, regia di Clara Trénor
- La torre del tiempo, regia di José Luis Quirós
- Vicenta, regia di Samuel Ortí Martí

### Premio Goya alla carriera
- Mario Camus